# Austrarchaea nodosa
Austrarchaea nodosa är en spindelart som först beskrevs av Forster 1956.  Austrarchaea nodosa ingår i släktet Austrarchaea och familjen Archaeidae.
Artens utbredningsområde är Queensland. Inga underarter finns listade.